# Jean-Baptiste Viallanes
Pour les articles homonymes, voir Étienne Viallanes.
Jean-Baptiste Viallanes (ou Vialanes), né le 11 octobre 1761 à Riom et mort en 3 août 1826 à Paris, est un général français de la Révolution et de l'Empire.

## Biographie
Jean-Baptiste Viallanes s'engage en janvier 1780 dans le régiment de dragons d'Artois, qui devient le 12e régiment de dragons en 1791. Maréchal des logis en 1789, sa carrière s'accélère par la suite. Après avoir franchi tous les grades de sous-officier, il est fait sous-lieutenant le 11 septembre 1792, toujours au 12e régiment de dragons. 
Il participe à toutes les campagnes des guerres de la Révolution, d'abord au sein de l'armée de Sambre-et-Meuse au sein de laquelle il s'illustre au premier passage du Rhin. Il prend le commandement du 1er régiment de dragons avec le grade de chef de brigade le 1er germinal an V (21 mars 1797). Passé à l'armée du Danube, il se distingue en couvrant la retraite de l'armée après la bataille de Stockach, puis commande une brigade à la bataille de Zurich. À Marengo, le chef de brigade Vialannes se fait remarquer en secourant sous le feu le général Champeaux, mortellement touché. Il est nommé général de brigade en 1803. 
À partir de 1805, il commande la cavalerie du 3e corps de la Grande Armée du maréchal Davout qui a peu l'occasion de donner pendant la campagne de 1805. Pendant l'été 1806, la cavalerie de Viallanes, composée de 1 420 chevaux répartis en trois régiments de chasseurs à cheval est cantonnée à Mergentheim. Fin septembre, le 3e corps se concentre à Oetingen en prélude à la campagne de Prusse au cours de laquelle la cavalerie du 3e corps est occasionnellement renforcée par la division de dragons du général Sahuc. Le corps de Davout ne participe à aucun des engagements préliminaires de la campagne et se retrouve le 13 octobre 1806 au soir autour de Kösen et de Naumbourg. Lors de ces reconnaissances, la cavalerie de Viallanes se heurte à de forts partis de cavalerie qui font comprendre à Davout que l'armée prussienne est proche. Dans la nuit du 13 au 14 octobre, le général Viallanes est introuvable, ce qui oblige Davout à modifier son ordre de marche du lendemain. Le 3e corps se met en marche dès 4 h du matin, franchit la Saale au pont de Kösen et gravit le plateau de Hassenhausen où la division Gudin et un détachement de chasseurs à cheval tombent en plein brouillard sur la cavalerie prussienne de Blücher. Informé seulement à 5 h du matin du mouvement de son corps, Viallanes n'arrive sur le plateau que vers 9 h du matin, et prend place à la droite du dispositif français de la bataille d'Auerstaedt. Après avoir sécurisé le flanc droit de l'armée, la cavalerie de Viallanes reprend un rôle actif après 16 h 30, lorsque Davout la lance à la poursuite de l'armée prussienne vaincue et en retraite vers Weimar.
Toujours à la tête de la brigade de cavalerie du corps de Davout, Viallanes prend part à la campagne de Pologne et combat à Pultusk et Eylau. Son absence inexpliquée la veille de la bataille d'Auerstaedt finit par le rattraper et il est envoyé en Espagne en 1808. 
Il est finalement mis en congé pour infirmités en 1809.
Le général Viallanes meurt à Paris en 1826.

## Distinctions
Le général Viallannes est fait membre de la Légion d'honneur le 11 décembre 1803 puis commandant de cet ordre le 14 juin 1804.
Le titre de baron de l'Empire est accordé au général Jean-Baptiste Viallanes le 20 juillet 1808.